# Alcippe du Népal
Alcippe nipalensis
Espèce
Statut de conservation UICN

LC : Préoccupation mineure
L'Alcippe du Népal (Alcippe nipalensis) est une espèce d'oiseaux passereaux de la famille des Pellorneidae.

## Habitat et répartition
Cet oiseau vit dans l'Himalaya et en Birmanie. Il habite les forêts tropicales et subtropicales de moyenne altitude.

## Sous-espèces
- Alcippe nipalensis nipalensis (nipalensis)
- Alcippe nipalensis nipalensis (commoda)
- Alcippe nipalensis stanfordi